# Michigamme (rivière)
Pour les articles homonymes, voir Michigamme.
La rivière Michigamme est un cours d'eau qui coule dans l'État du Michigan aux États-Unis.
La rivière est l'émissaire du lac Michigamme situé plus au Nord dans l'État du Michigan. Elle traverse le comté de Marquette, puis le comté de Dickinson.
Après un parcours d'une soixantaine de kilomètres la rivière rejoint la rivière Brule. De leur confluence née la rivière Menominee qui se jette dans le lac Michigan.
Le nom de "Michigamme"  est de la même origine que "Michigan" et vient d'une adaptation en langue française du mot ojibwé Mishigamaw, qui signifie « grande eau » ou « grand lac ».